# Tyril Haraldsson
Tyril Haraldsson (Stålhandske), var en svensk militär.

## Biografi
Tyril Haraldsson var son till Harald Tyrilsson. Han blev 1581 slottsloven på Revals slott och blev 1588 ryttare under Sven Månssons fana. I augusti 1599 var han gäst på Åbo slott. Tyril Haraldsson tillhörde kung Sigismunds parti och flyttade  1599 till Polen. Därefter förklarades hans gods för brutna, däribland Ledingelunda, som 10 december 1599 av hertig Karl donerades till hovjunkaren Anders Stuart.

### Egendom
Tyril Haraldsson ägde Ledingelunda i Kärna socken som han fick genom sitt gifte med Pedersdotter.

### Familj
Tyril Haraldsson var gift med Pedersdotter, dotter av Peder Clemetsson. De fick tillsammans barnen ryttaren Per Tyrilsson (död 1621) vid Östgöta ryttare, Hans Tyrilsson och Margareta Tyrilsdotter som var gift med domprosten Israel Olavi i Linköpings församling.

## Se vidare
- Stålhandske